# Fărcașa, Maramureș
Fărcașa este satul de reședință al comunei cu același nume din județul Maramureș, Transilvania, România.

## Așezare
Localitatea este situată în cadrul marii unități de relief numită Depresiunea Baia Mare și are un climat temperat, cu precipitații în general suficiente pe parcursul întregului an.

## Istoric
Prima atestare documentară: 1424 (villa valachalis Farkasazow). 

## Etimologie
Etimologia numelui localității: din n.fam. Farkas (< subst. magh. farkas „lup") + suf. top. -a.  